# Tasiocera otwayensis
Tasiocera otwayensis är en tvåvingeart som beskrevs av Alexander 1937. Tasiocera otwayensis ingår i släktet Tasiocera och familjen småharkrankar. Inga underarter finns listade i Catalogue of Life.